# Stefan Semmler
Stefan Semmler (5 de mayo de 1952) es un deportista de la RDA que compitió en remo.
Participó en dos Juegos Olímpicos de Verano en los años 1976 y 1980, obteniendo dos medallas, oro en Montreal 1976 y oro en Moscú 1980. Ganó cinco medallas en el Campeonato Mundial de Remo entre los años 1974 y 1979, y una medalla en el Campeonato Europeo de Remo de 1973.

## Palmarés internacional
| Juegos Olímpicos   | Juegos Olímpicos          | Juegos Olímpicos | Juegos Olímpicos   |
| Año                | Lugar                     | Medalla          | Prueba             |
| ------------------ | ------------------------- | ---------------- | ------------------ |
| 1976               | Montreal (Canadá)         | Medalla de oro   | Cuatro sin timonel |
| 1980               | Moscú (URSS)              | Medalla de oro   | Cuatro sin timonel |
| Campeonato Mundial |                           |                  |                    |
| Año                | Lugar                     | Medalla          | Prueba             |
| 1974               | Lucerna (Suiza)           | Medalla de oro   | Cuatro sin timonel |
| 1975               | Nottingham (Reino Unido)  | Medalla de oro   | Cuatro sin timonel |
| 1977               | Ámsterdam (Países Bajos)  | Medalla de oro   | Cuatro sin timonel |
| 1978               | Cambridge (Nueva Zelanda) | Medalla de plata | Cuatro sin timonel |
| 1979               | Bled (Yugoslavia)         | Medalla de oro   | Cuatro sin timonel |
| Campeonato Europeo |                           |                  |                    |
| Año                | Lugar                     | Medalla          | Prueba             |
| 1973               | Moscú (URSS)              | Medalla de oro   | Ocho con timonel   |